# Parc Voyer-d'Argenson
Le parc Voyer-d'Argenson, aussi appelé Square Voyer d'Argenson, est un jardin public situé à Asnières-sur-Seine, situé entre la rue du Château et le quai du Docteur-Dervaux.
Ancien parc du château d'Asnières, il porte le nom de son bâtisseur et propriétaire, Marc-René d'Argenson, marquis de Voyer.

## Description
Ce parc contient sept platanes de trente mètres de haut, âgés de près de deux siècles.
On y trouve un plan d'eau qui entoure une petite île surmontée d'un petit pavillon d'été. Plusieurs espèces de cygnes et de canards y ont élu domicile.

## Historique

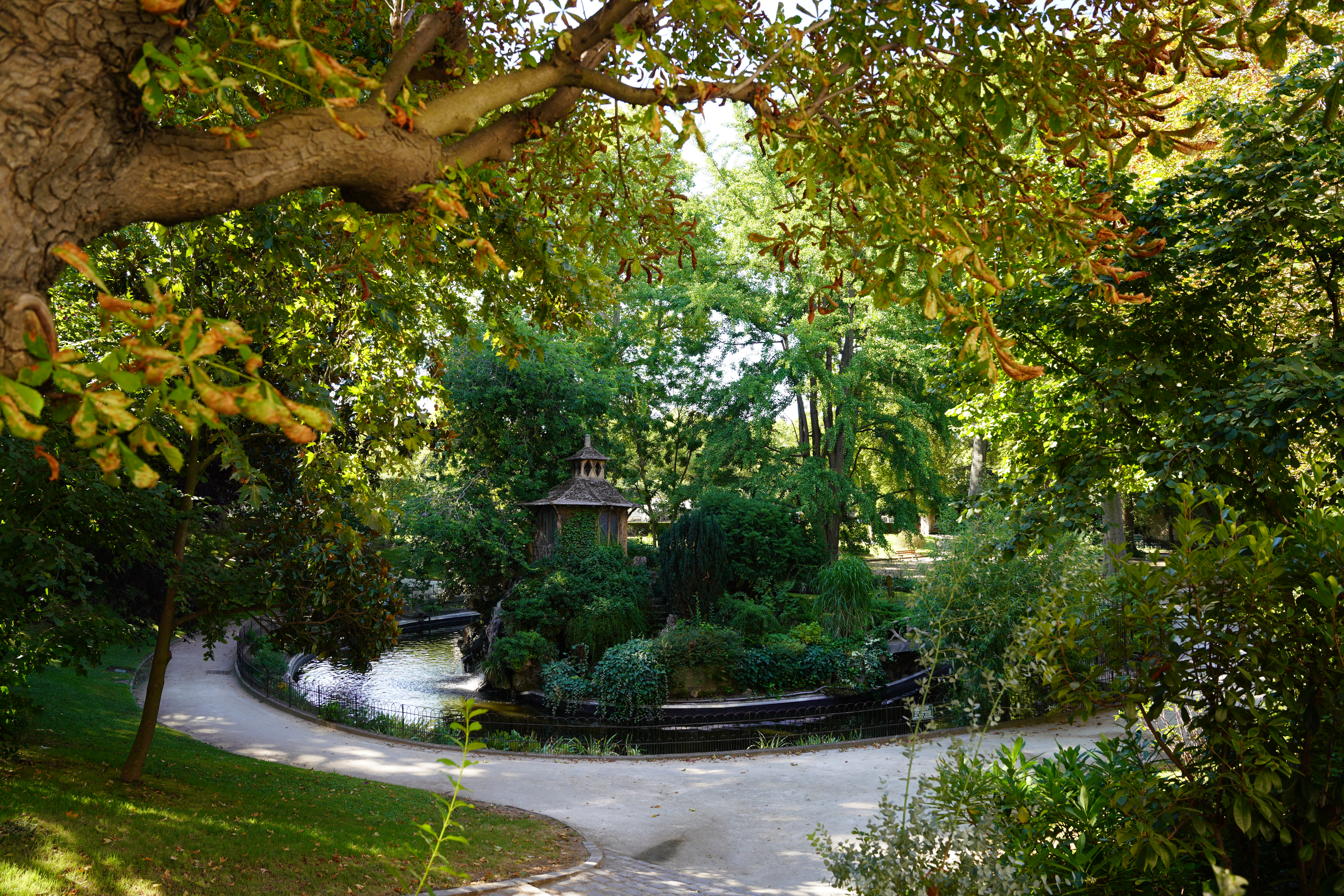
La pièce d'eau et le kiosque aujourd'hui.

Ce parc, fut créé par le marquis Voyer d'Argenson, qui, entre 1750 et 1752, acquit, pour se faire une propriété importante, la « Seigneurie d’Asnières » qui avait appartenu à l’Abbé Lemoyne, ainsi que vingt-trois terrains environnants. Lors des travaux d’aplanissement du terrain, les terrassiers y découvrirent squelettes, sépultures et récipients, qui firent supposer une très ancienne occupation humaine. À cette occasion, l'abbé Lebeuf fit une communication au Journal de Verdun en avril 1752, y estimant qu'il s'agissait d'un cimetière gallo-romain. Il s'agissait précisément de « plusieurs squelettes, le visage contre terre, des vases de terre entre les jambes ; un tombeau de brique contenant le corps d’un jeune enfant, et deux fibules de bronze dont l’une avec double inscription : DOMINE MARTI VIVAS sur une face et VTERE FELIX sur l’autre ».
Le parc descendait alors vers la Seine, et fit donc partie du terrain sur lequel fut bâti le château d'Asnières.
Il fut morcelé à partir de 1845. En 1886, Vital Pouget (1846-1929) en acheta une partie et y fit construire un château, qu'on appela château Pouget,, et le parc prit naturellement le nom de parc du château Pouget.
En 1926, la commune d’Asnières acquit ce domaine, dont elle fit un jardin public. Le château Pouget fut alors transformé en dispensaire puis en centre de transfusion sanguine, mais il fut détruit en 1980.

## Vincent Van Gogh
Au printemps 1887, Vincent Van Gogh habite à Asnières, chez Émile Bernard et ses parents. Il met cette période à profit dans la création d'une série d'œuvres, dont Coin du parc Voyer d'Argenson à Asnières, L'avenue au parc de Voyer-d'Argenson à Asnières, 1887 (Négociée par Christie's pour la somme de 1,43 million de dollars le 8 mai 2000), ou encore L'entrée de parc de Voyer-d'Argenson à Asnières.
Il réalise à la même époque la toile intitulée Le Restaurant Rispal à Asnières.

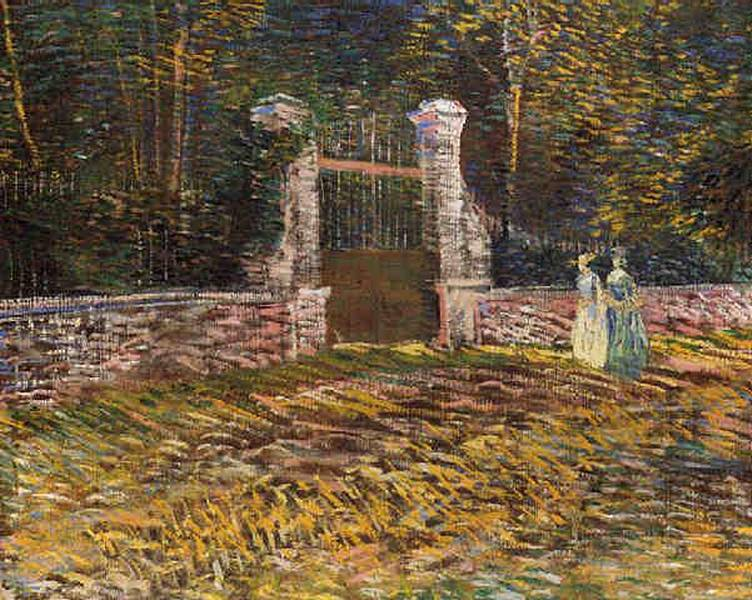
L'entrée du parc Voyer-d'Argenson.
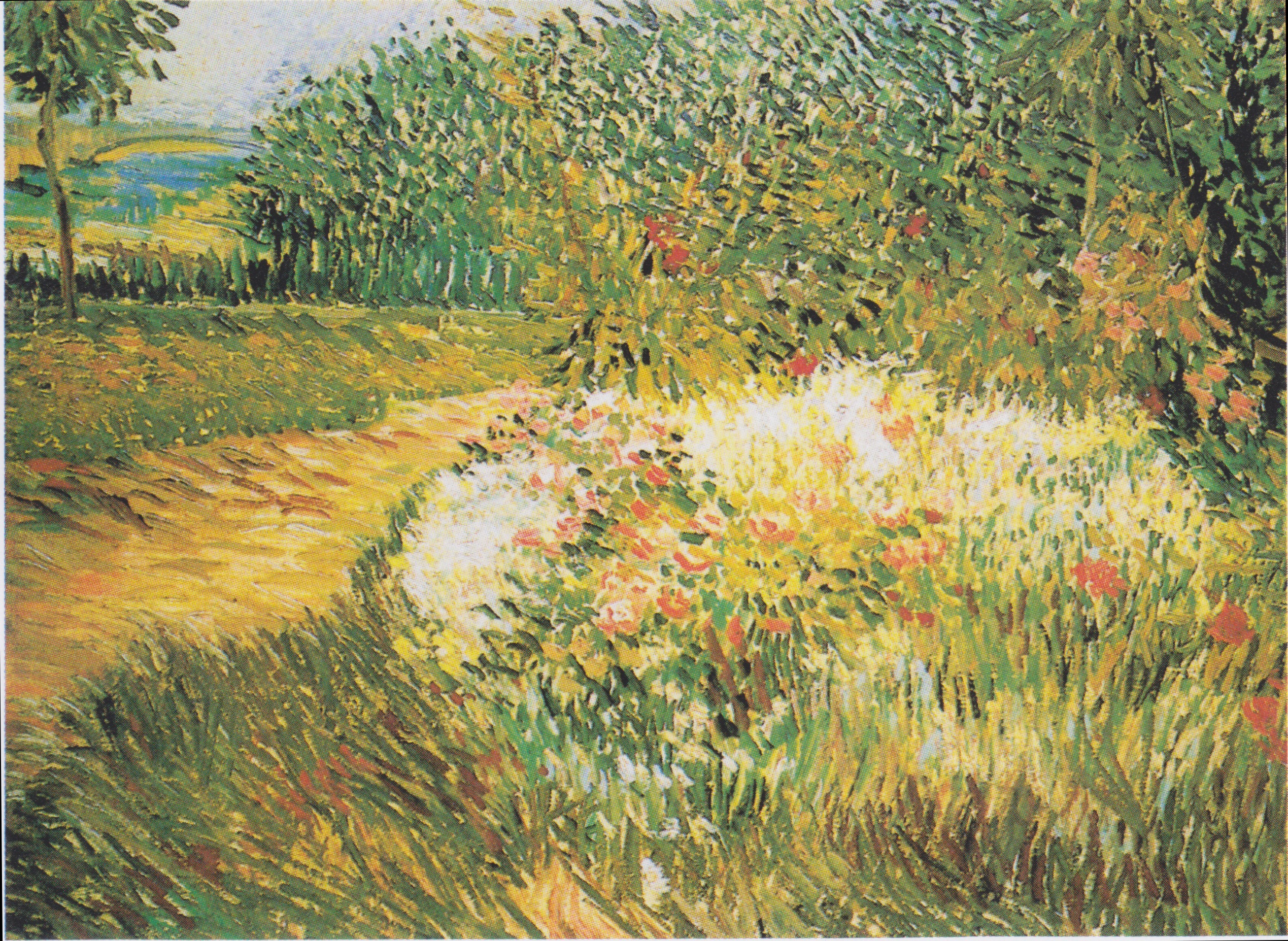
Un coin du parc Voyer d'Argenson.
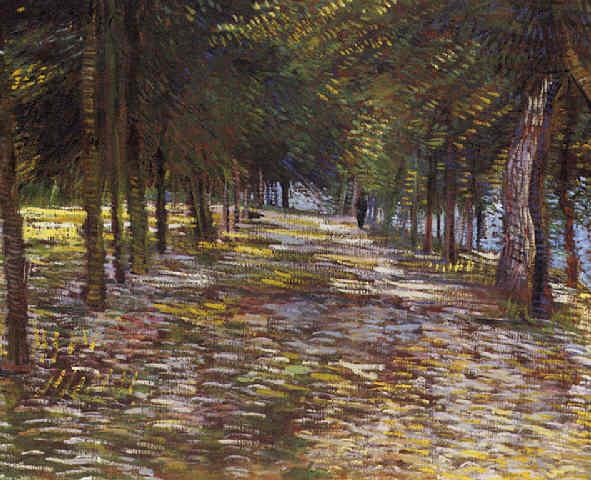
Allée dans le parc d'Argenson.
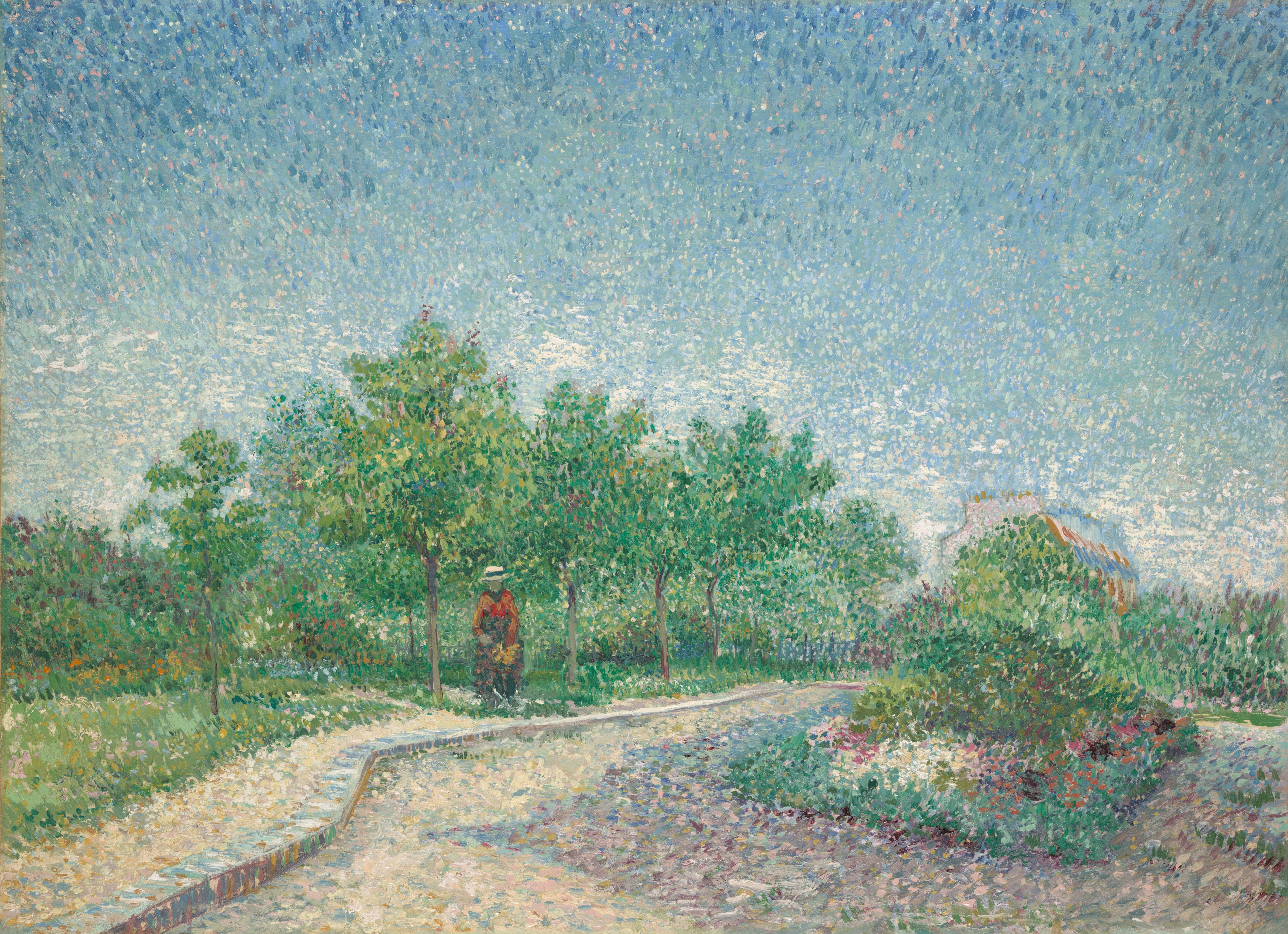
Allée du parc Voyer d'Argenson.
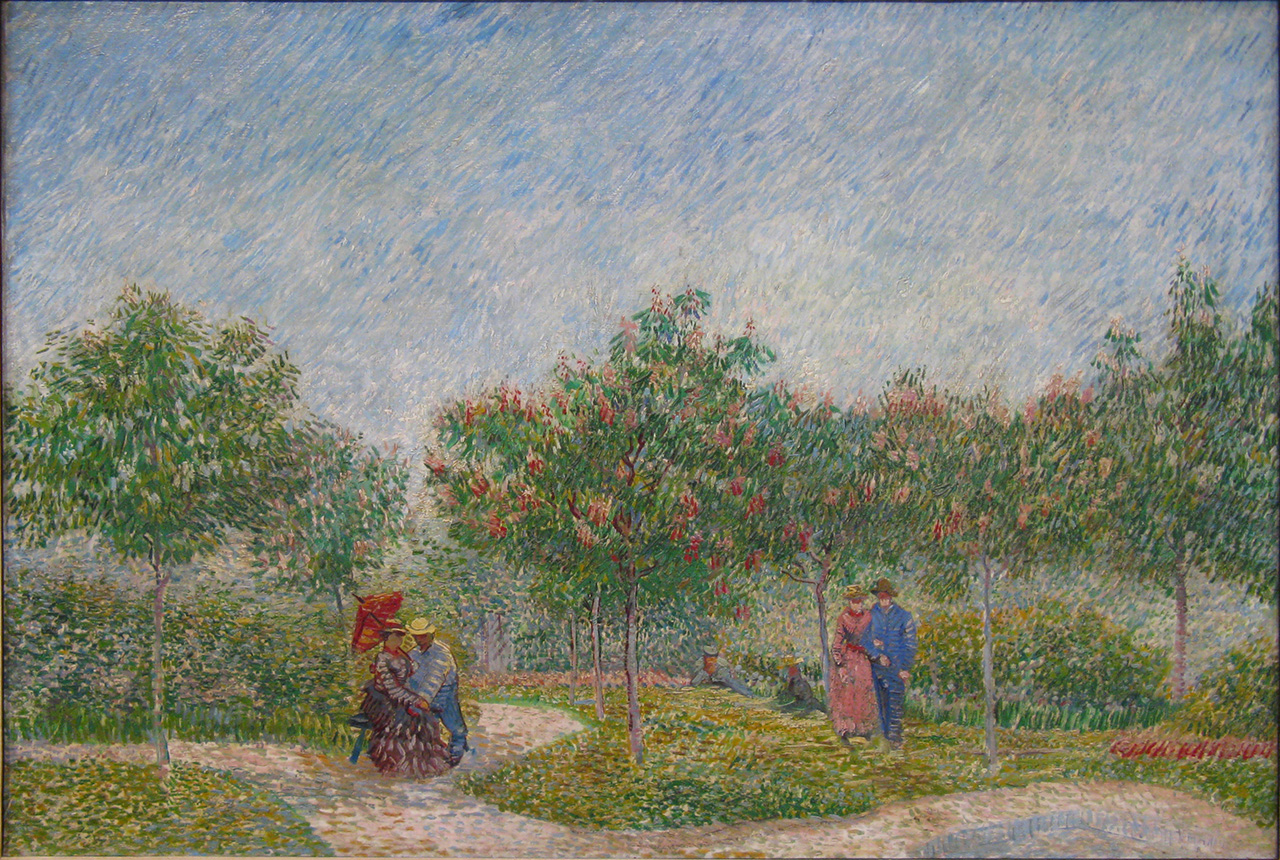
Couples d'amoureux dans le parc Voyer d'Argenson à Asnières.